# Антифашистички фронт Словена у Мађарској
Антифашистички фронт Словена у Мађарској (скраћеница АФС, мађ. Magyarországi Szlávok Antifasiszta Frontja), организација основана 18. фебруара 1945. на оснивачкој конференцији у Батањи. За генералног секретара тада је био изабран Драгутин Недучић из Батање, а за потпредседника Стеван Недучић из Малог Чанада.

## Оснивање месних организација
Након укидања војне управе, током месеца марта, оснивају се месне организације АФС-а међу Буњевцима те Шокцима и Србима у Сантову. Главни организатор међу Буњевцима био је Антун Карагић.
После Поморишја и Бачке, месеца јула основане су прве месне организације АФС-а у околини Будимпеште, о чему извештава Слобода из Бате, Чипа, Ловре и Тукуље.
Средином августа 1945. године основан је Обласни секретаријат АФС-а са седиштем у Печују. За обласног секретара именован је др Светозар Ластић.
Месеца септембра отпочело је оснивање месних организација АФС-а у Барањи. Бачко-барањско словенско културно удружење прикључило се АФС-у, а др Мартин Ласловић био је именован за обласног председника.

## Велики народни збор АФС-а
Први велики народни збор АФС-а одржан је у Мохачу 28. октобра 1945. године. Након збора аматери из Сантова приказали су позоришни комад од Јована Стерије Поповића.
У Мохачу је 3. децембра 1945. одржана Прва земаљска конференција АФС-а. Др Мартин Ласловић је изабран за потпредседника АФС-а.

## Извор
- "Narodni kalendar / Народни календар / Ljudski koledar 1985", Демократски савез Јужних Словена у Мађарској, Будимпешта (стр. 7, 9, 17, 19, 21, 27).